# Vysočany (Znojmo)
Vysočany é uma comuna checa localizada na região de Morávia do Sul, distrito de Znojmo.